# کریستوفر پلامر
کریستوفر پلامر (به انگلیسی: Christopher Plummer) با نام کامل آرتور کریستوفر آورم پلامر (به انگلیسی: Arthur Christopher Orme Plummer) (زادهٔ ۱۳ دسامبر ۱۹۲۹ در تورنتو – درگذشتهٔ ۵ فوریهٔ ۲۰۲۱ در وستن) بازیگر تئاتر، تلویزیون، و سینما اهل کانادا بود.
وی جوایز فراوانی را برای هنرنمایی‌های خود دریافت کرد که مهم‌ترین آن‌ها یک جایزه اسکار، دو جایزه امی، دو جایزه تونی، یک جایزه گلدن گلوب و یک جایزه بفتا هستند. پلامر با دریافت جایزه اسکار بهترین بازیگر نقش مکمل مرد در سال ۲۰۱۲ برای فیلم تازه‌کارها، مسن‌ترین بازیگری است که تاکنون جایزه اسکار را دریافت نمود. وی همچنین برای همین فیلم برنده جایزه از مراسم گلدن گلوب به عنوان بهترین بازیگر نقش مکمل مرد شد.
او با سابقه‌ای بیش از ۵۰ سال، نقش آفرینی‌های ماندگاری در سینما، تئاتر و تلویزیون از خود به جای گذاشته‌است. او را بیشتر به خاطر ایفای نقش کاپیتان جورج فون تراپ در فیلم اشک‌ها و لبخندها می‌شناسند.

## زندگی
کریستوفر پلامر در ۱۳ دسامبر ۱۹۲۹ در تورنتو چشم به جهان گشود. او ریشه اسکاتلندی داشت و تک‌فرزند خانواده‌ای ثروتمند بود که ایزابلا ماری و جان آورم پلامر آن را تشکیل می‌دادند.
پدرش عضو هیئت علمی دانشگاه مک‌گیل، و مادرش یک بازیگر بود. پدرِ پدربزرگ مادری او، نخست‌وزیر پیشین کانادا، سِر جان ابوت بود.
مدت کوتاهی پس از تولد کریستوفر، پدر و مادر او طلاق گرفتند. به همین دلیل با مادرش به کبک رفت در خانهٔ پدربزرگ مادری‌اش در سِن‌ویل در حومهٔ مونترآل زندگی کند. برای همین، او علاوه بر انگلیسی، زبان فرانسوی نیز می‌دانست.
کریستوفر پلامر در آغاز تحصیلاتش به نوازندگی پیانو پرداخت. اما پس از نوازندگی پیانو در کودکی، هم‌زمان به عشق و علاقه خود به بازیگری پی برد و از دوران دبیرستان به این حرفه روی آورد.
الهام‌بخش کریستوفر پلامر در پیشه بازیگری، دیدن لارنس الیویه در فیلم هنری پنجم (۱۹۴۴) بود.
کریستوفر پلامر برای تجربه‌اندوزی با گروه سی آر تی (به انگلیسی: the Canadian Repertory Theatre) همراه شد.

## درگذشت
پلامر در ۵ فوریه ۲۰۲۱ در خانه خود در وستون، کانتیکت در سن ۹۱ سالگی درگذشت.

## فیلم‌شناسی

### سینما
- عشق بازیگری (۱۹۵۸)
- سقوط امپراتوری روم (۱۹۶۴)
- اشک‌ها و لبخندها (۱۹۶۵)
- درون دیزی کلاور (۱۹۶۵)
- شب ژنرال‌ها (۱۹۶۷)
- ادیپ شهریار (۱۹۶۸)
- نبرد بریتانیا (۱۹۶۹)
- واترلو (۱۹۷۰)
- بازگشت پلنگ صورتی (۱۹۷۵)
- رفتار ناشایست (۱۹۷۵)
- پلکان مارپیچ (۱۹۷۵)
- ولوت بین‌المللی (۱۹۷۸)
- جنگ ستارگان ورای بعد سوم (۱۹۷۸)
- مردی که می‌خواست سلطان باشد (۱۹۷۹)
- خیابان هانوور (۱۹۷۹)
- جایی در زمان (۱۹۸۰)
- شاهد عینی (۱۹۸۱)
- آماتور (۱۹۸۱)
- آزمون سخت برای اثبات بی‌گناهی (۱۹۸۳)
- چشم‌انداز (۱۹۸۴)
- پسر آبی‌پوش (۱۹۸۶)
- دام (۱۹۸۷)
- گانداهار (۱۹۸۸)
- جایی که قلب آنجاست (۱۹۹۰)
- پول (۱۹۹۱)
- راک-ای-دودل (۱۹۹۱)
- پیشتازان فضا ۶: کشور کشف‌نشده (۱۹۹۱)
- حلقه نخست (۱۹۹۲)
- مالکوم ایکس (۱۹۹۲)
- گرگ (۱۹۹۴)
- دولورس کلیبورن (۱۹۹۵)
- ۱۲ میمون (۱۹۹۵)
- نفوذی (۱۹۹۹)
- دراکولا ۲۰۰۰ (۲۰۰۰)
- ذهن زیبا (۲۰۰۱)
- آرارات (۲۰۰۲)
- نیکلاس نیکلبی (۲۰۰۲)
- انجیل یوحنا (۲۰۰۳)
- کولاک (۲۰۰۳)
- عمارت کلد کریک (۲۰۰۳)
- گنجینه ملی (۲۰۰۴)
- اسکندر (۲۰۰۴)
- سیریانا (۲۰۰۵)
- بر جدید (۲۰۰۵)
- باید سگ‌ها را دوست داشت (۲۰۰۵)
- نفوذی (۲۰۰۶)
- خانه‌ای روی برکه (۲۰۰۶)
- مرد روی صندلی (۲۰۰۷)[۱۶]
- بستن حلقه (۲۰۰۷)
- حساب هیجانی (۲۰۰۷)
- بالا (۲۰۰۹)
- آخرین ایستگاه (۲۰۰۹)
- ۹ (۲۰۰۹)
- دکتر پارناسوس، مردی که به شیطان رودست زد (۲۰۱۲)
- تازه‌کارها (۲۰۱۰)
- کشیش (۲۰۱۱)
- دختری با خالکوبی اژدها (۲۰۱۱)
- السا و فرد (۲۰۱۴)
- هکتور و جستجو برای خوشحالی (۲۰۱۴)
- جاعل (۲۰۱۴)
- دنی کالینز (۲۰۱۴)
- استثنا (۲۰۱۶)
- مردی که کریسمس را اختراع کرد (۲۰۱۷)
- ستاره (۲۰۱۷)
- تمام پول‌های جهان (۲۰۱۷)
- چاقوکشی (۲۰۱۹)
- منتهای حد کمال (۲۰۱۹)
- صخره‌های آزادی (۲۰۱۹)

### تلویزیون
- ویترین تولیدکنندگان (۱۹۵۵)
- خانه عروسک (۱۹۵۹)
- سیرانو دو برژراک (۱۹۶۲)
- عیسی ناصری (۱۹۷۷)
- سرخ و سیاه (۱۹۸۳)
- کاترین جوان (۱۹۹۱)
- اسرار (۱۹۹۲)
- غریبه‌ای در آینه (۱۹۹۳)

### تئاتر
- ظهور قابل مقاومت آرتورو اوئی (۱۹۶۳)
- اتلو (۱۹۸۲)
- مکبث (۱۹۸۸)
- شاه لیر (۲۰۰۴)

### بازی ویدیویی
- الدر اسکورولز ۵: اسکایرم (۲۰۱۱)

## جوایز
- جایزه اسکار بهترین بازیگر نقش مکمل مرد (۲۰۱۱)
- جایزه بفتای بهترین بازیگر نقش مکمل مرد (۲۰۱۱)
- جایزه گلدن گلوب بهترین بازیگر نقش مکمل مرد (۲۰۱۱)
- جایزه امی (۱۹۷۷، ۱۹۹۴)
- بهترین اجرای نقش اول مرد در نمایش (۱۹۷۴)
بهترین اجرای نقش اول مرد در موزیکال (۱۹۹۷)